# U-Bahnhof Wittenbergplatz

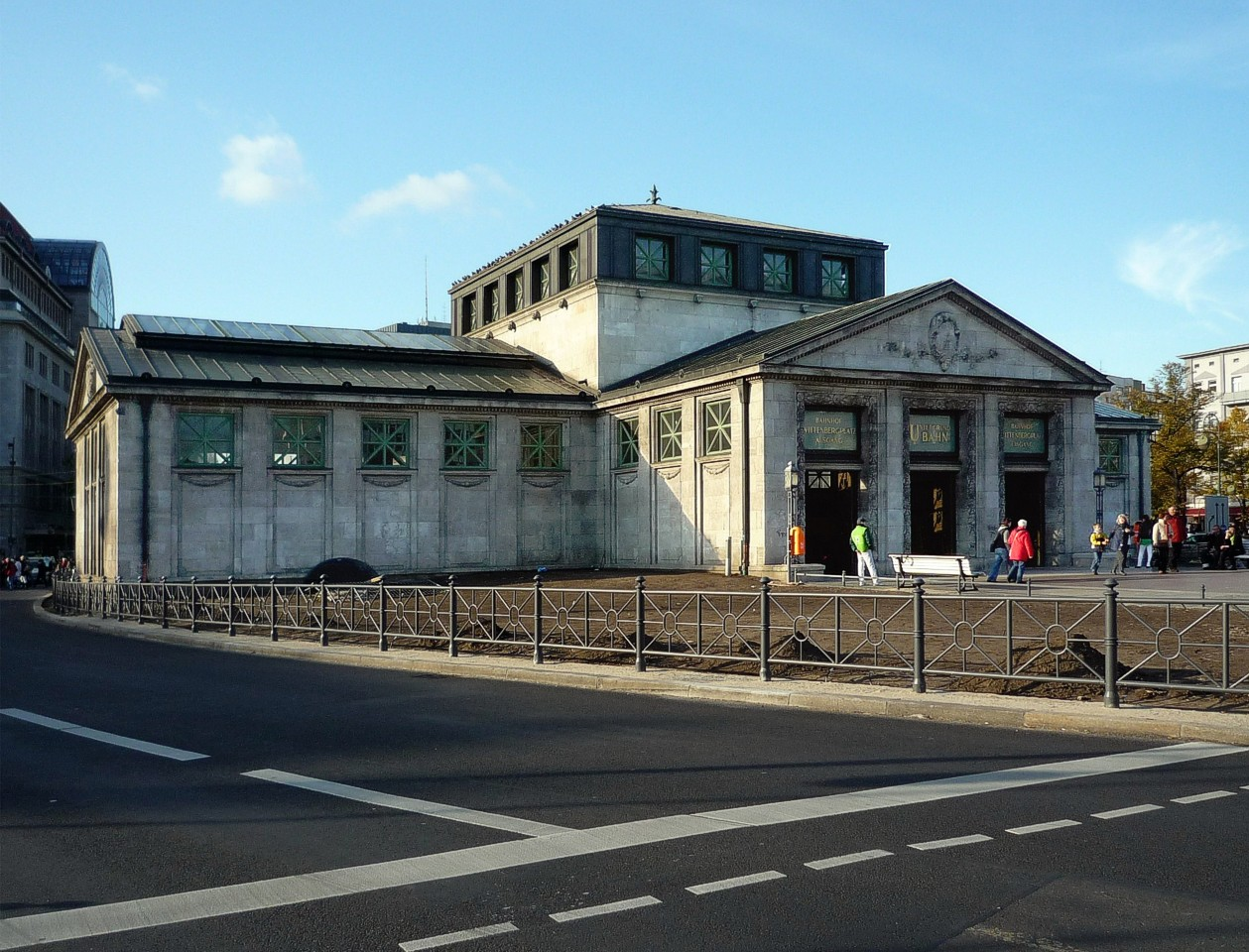
Eingangsgebäude des U-Bahnhofs, Blick von Osten

Der U-Bahnhof Wittenbergplatz ist ein U-Bahnhof im Berliner Ortsteil Schöneberg des Bezirks Tempelhof-Schöneberg. Er besitzt als einziger U-Bahnhof Berlins fünf nebeneinanderliegende Gleise und wird von den Linien U1, U2 und U3 der BVG bedient.

## Geschichte

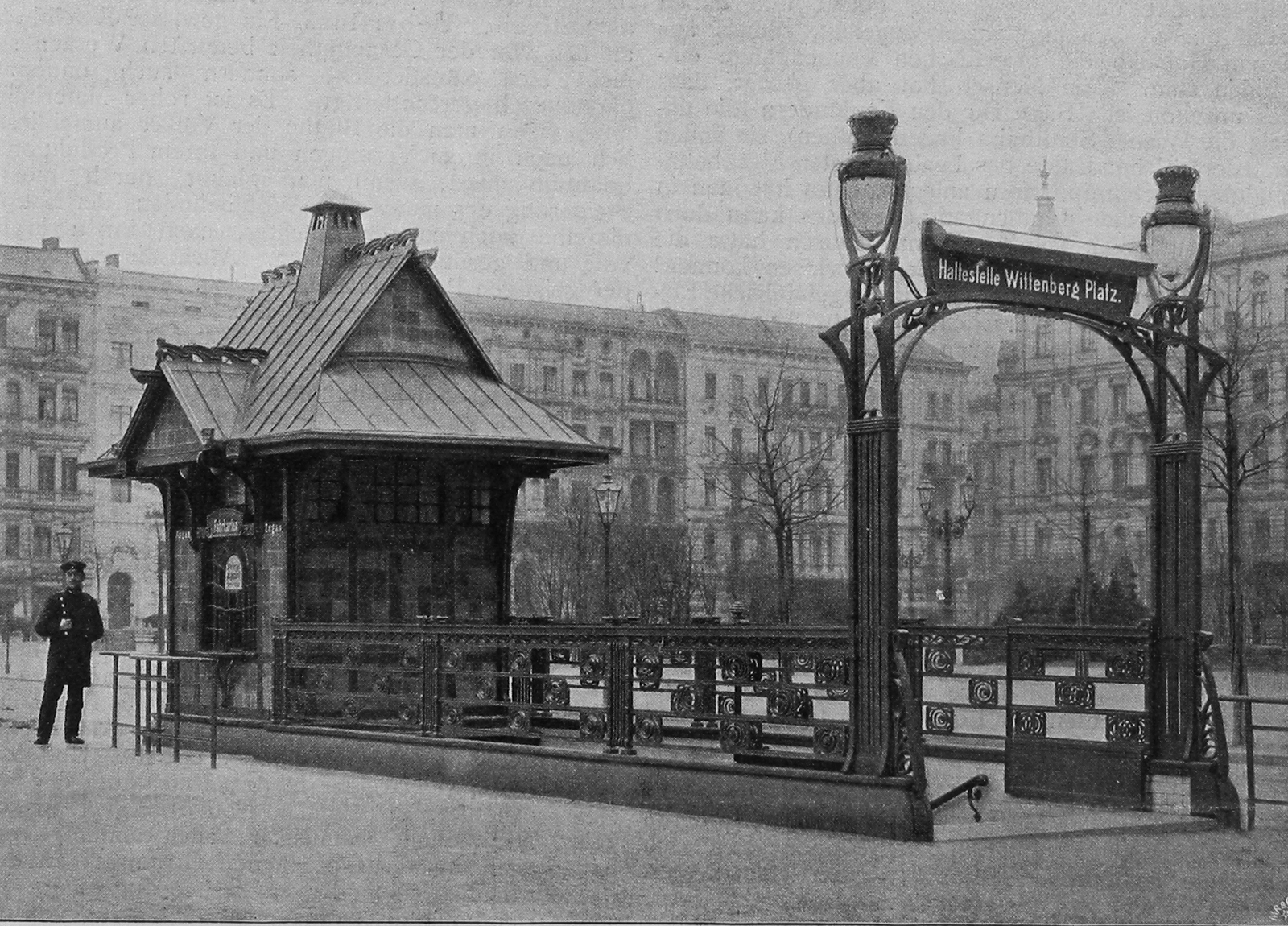
Eingang mit Kassenhäuschen (kurz nach 1902)

### Erster Bahnhof (1902)
Zunächst wurde der Bahnhof am Wittenbergplatz 1902 in einfacher Ausfertigung erbaut. Er gehörte zur Stammstrecke, der ersten Hochbahnstrecke der Hauptstadt des Deutschen Reichs, und wurde im Auftrag der Gesellschaft für elektrische Hoch- und Untergrundbahnen in Berlin (Hochbahngesellschaft) nach Plänen von Paul Wittig mit zwei Gleisen an zwei Seitenbahnsteigen am 11. März 1902 eröffnet. Die Eingänge mit Kassenhäuschen wurden 1902–03 nach Planen von Alfred Grenander ausgeführt.

### Neubau von 1912

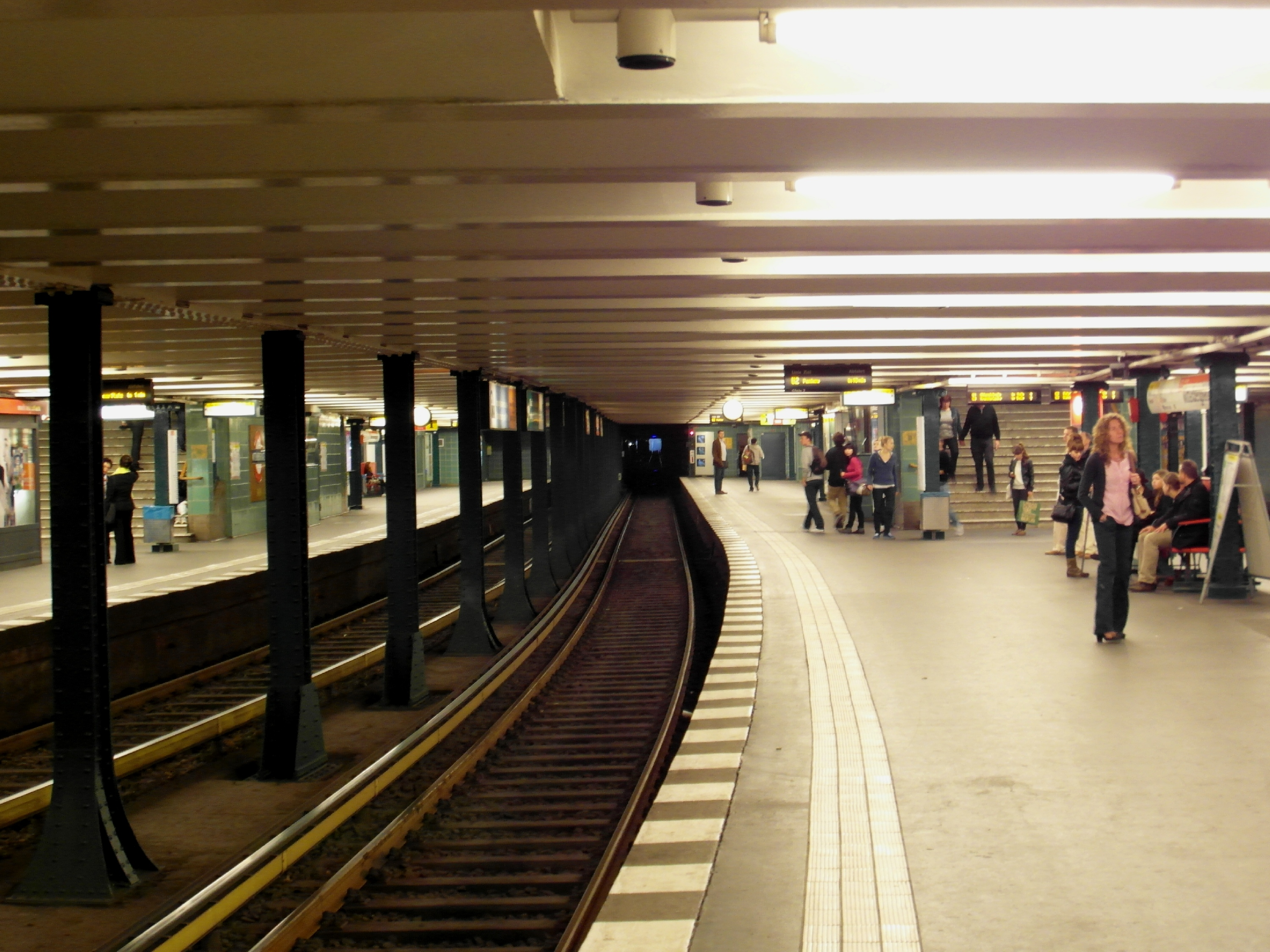
Bahnsteige

Als am 29. Juni 1910 die Hochbahngesellschaft die Konzession erhielt, dort weitere Linien abzweigen zu lassen, erfolgte ein Architektenwettbewerb für den Ausbau des Bahnhofs. Den Zuschlag für die Gestaltung erhielt schließlich Alfred Grenander. Unter laufendem Betrieb entstand ein komplett neuer Bahnhof. Zunächst wurden die neuen Außengleise errichtet und der laufende Betrieb ab Juni 1912 auf diese verschwenkt, dann wurde der alte Bahnhof mitsamt der Bahnsteige und Außenwände abgerissen und neu gebaut. Vom alten Bahnhof Wittenbergplatz blieb nichts erhalten.
Der neue Bahnhof erhielt fünf Gleise an drei nebeneinanderliegenden Bahnsteigen und ging am 1. Dezember 1912 in Betrieb. Ein vierter Bahnsteig mit einem sechsten Gleis auf der Nordseite war eingeplant, wurde aber nie gebaut. Zunächst fuhr hier weiterhin nur eine Linie (die heutige U2), bis am 12. Oktober 1913 in Richtung Westen zeitgleich die Strecken zum Bahnhof Uhlandstraße (heute: U1) und zum Bahnhof Thielplatz (heute: U3) dazukamen. Der Bau einer zweiten Strecke in Richtung Osten wurde begonnen, 1917 wegen des Ersten Weltkriegs unterbrochen und erst 1926 fertiggestellt.

### Eingangshalle

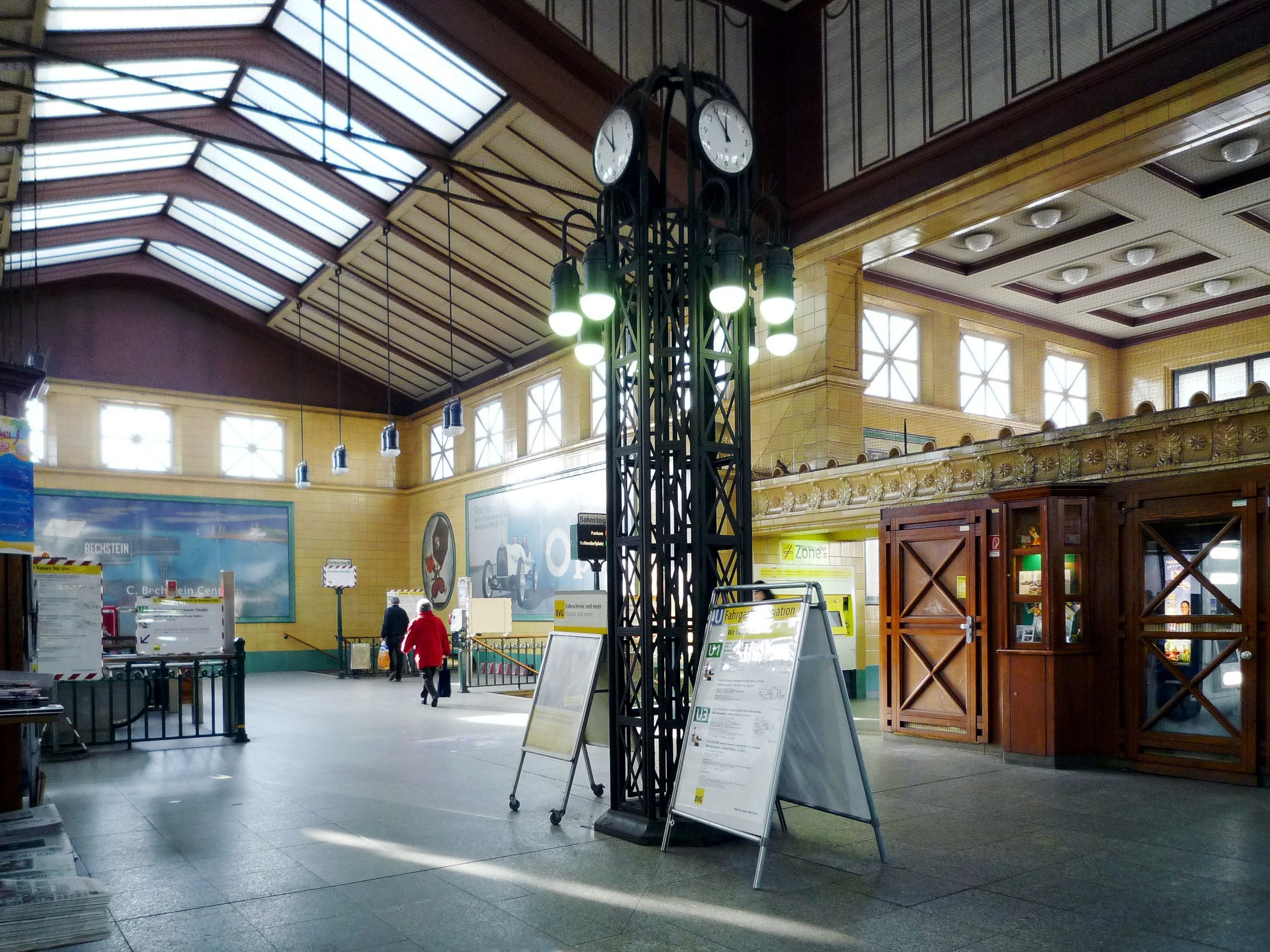
Eingangshalle

Zur Umgestaltung von 1913 gehörte auch ein neues Zugangsbauwerk. In der Mitte der Bahnsteige wurden Treppen angeordnet, die in eine darüberliegende Eingangshalle münden. Diese wurde, passend zum in der Nähe befindlichen KaDeWe, sehr repräsentativ erbaut und präsentierte sich als mächtiges kreuzförmiges Hallengebäude, das den Wittenbergplatz völlig beherrscht. Nach ihrer Zerstörung im Zweiten Weltkrieg wurde die Eingangshalle bis 1951 wieder aufgebaut. Danach wurde sie durch Modernisierungsmaßnahmen weiter verändert und es dominierten vor allem Werbeflächen den Innenraum. In den Jahren 1982 und 1983 erfolgte daraufhin eine aufwendige denkmalgerechte Restaurierung. Die bis heute bestehenden Wandmalereien mit Motiven nach historischen Reklame-Vorlagen wurden bei dem Ost-Berliner Künstler Lutz Brandt in Auftrag gegeben.

### Londoner U-Bahn-Schild
Zum 50. Geburtstag der Berliner U-Bahn am 18. Februar 1952 schenkte die London Transport Executive, der damalige Betreiber der Londoner U-Bahn, der BVG als Zeichen der Verbundenheit ein Londoner U-Bahn-Schild. Als Ort, an dem es aufgehängt werden sollte, wählte die BVG die Station Wittenbergplatz als einen der am meisten benutzten U-Bahnhöfe im Zentrum West-Berlins aus. Am 4. Juni 1952 wurde das Schild, das, wie im Begleitschreiben betont wird, „in allen Einzelheiten denjenigen [entspricht], die seit vielen Jahren auf den Bahnhöfen der Londoner Untergrundbahnen Verwendung finden“, nach Berlin übersandt. Der Britische Stadtkommandant überreichte es der BVG im Namen der London Transport Executive am 2. Juli 1952 im Rahmen einer kleinen Feier. Dieses Schild ist auf dem Bahnsteig I angebracht.

### Barrierefreiheit
Die Bahnsteige I und II sind seit 1996 mittels Aufzug barrierefrei erreichbar. Der Bahnsteig III hingegen kann von Uhlandstraße kommend nicht barrierefrei verlassen werden. Für Fahrten Richtung Warschauer Straße steht hingegen die U3 von Bahnsteig II zur Verfügung.

### Deckensanierung 2008–2009
Zwischen September 2008 und Mai 2009 wurde die Decke des U-Bahn-Tunnels auf einer Länge von rund 800 m für geplante 11,4 Millionen Euro wegen eindringenden Wassers umfassend saniert. Dazu wurden Teile des Wittenbergplatzes abgesperrt, die jeweils linken Fahrstreifen der Tauentzienstraße und die Durchfahrt zur Bayreuther Straße gesperrt sowie Grün- und Blumenanlagen entfernt, da der Zugriff auf die Decke nur von oben her möglich war.

### Fassadensanierung 2019–2020
In den Jahren 2019 und 2020 wurde die Fassade des Eingangsgebäudes aufwendig saniert. Dafür mussten Teile der Fassade demontiert werden, um die darunterliegenden Stahlträger ertüchtigen zu können. Die Baukosten betrugen knapp drei Millionen Euro.

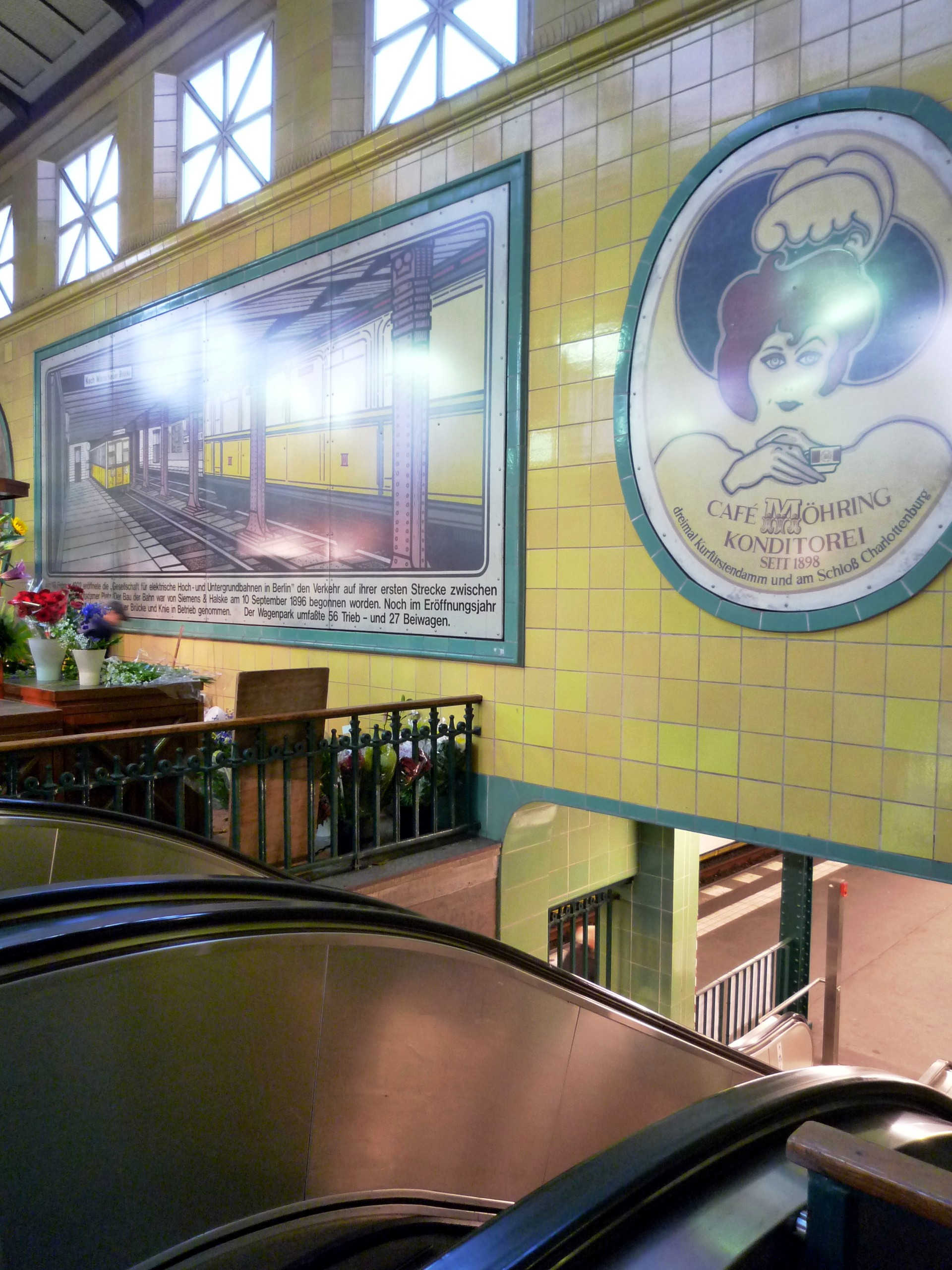
Eingangshalle, Teilansicht
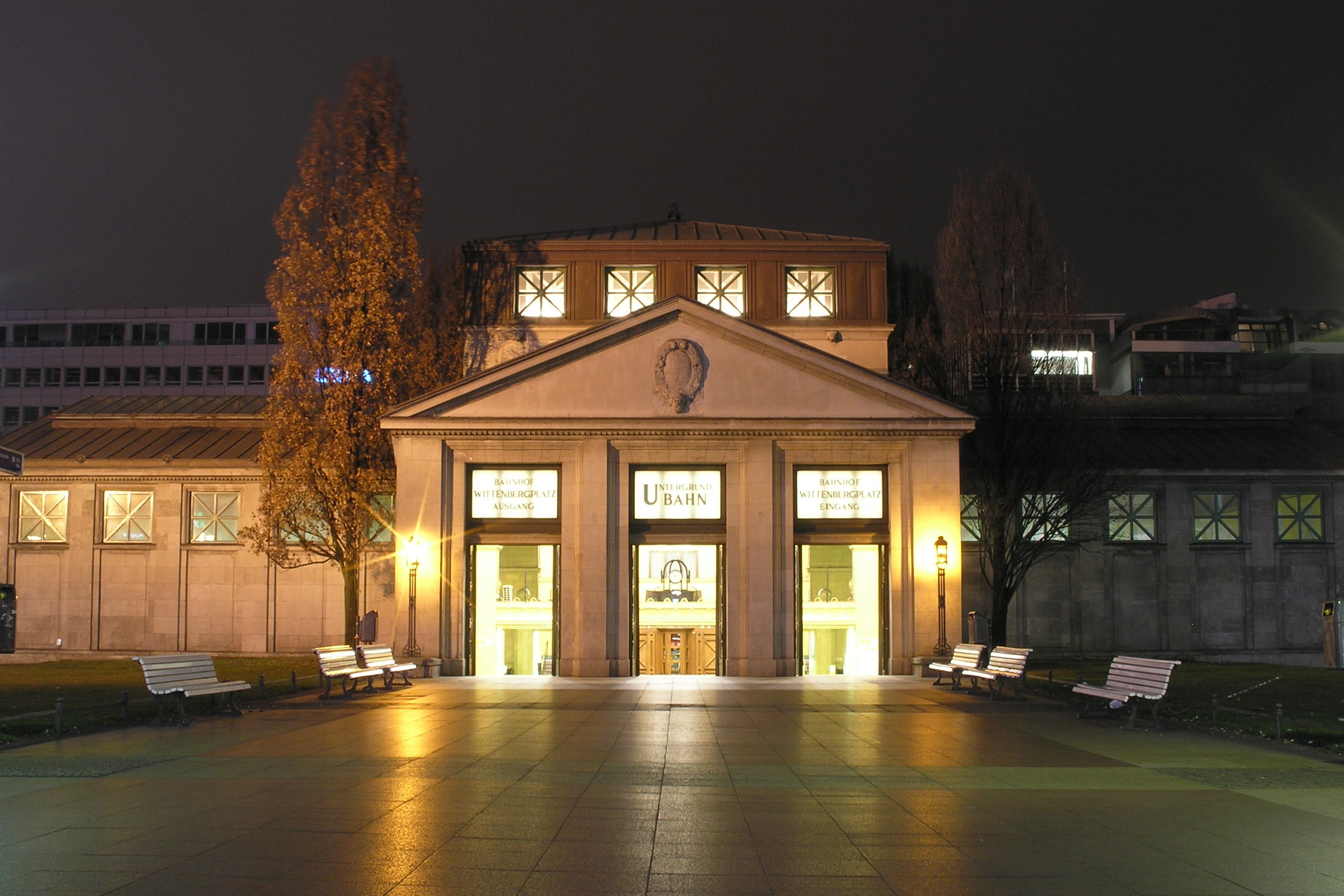
Eingangsgebäude bei Nacht
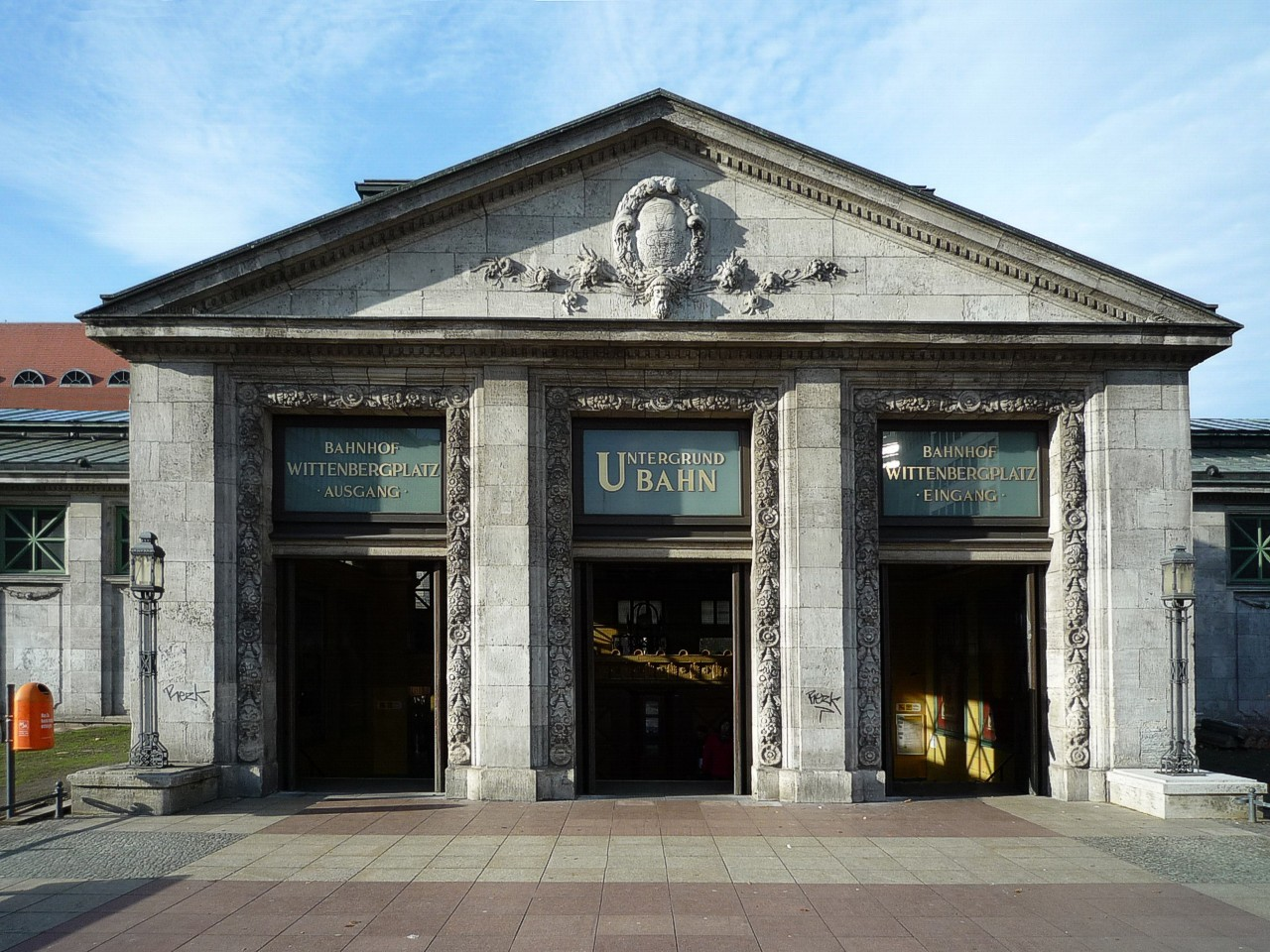
Eingang Ostseite
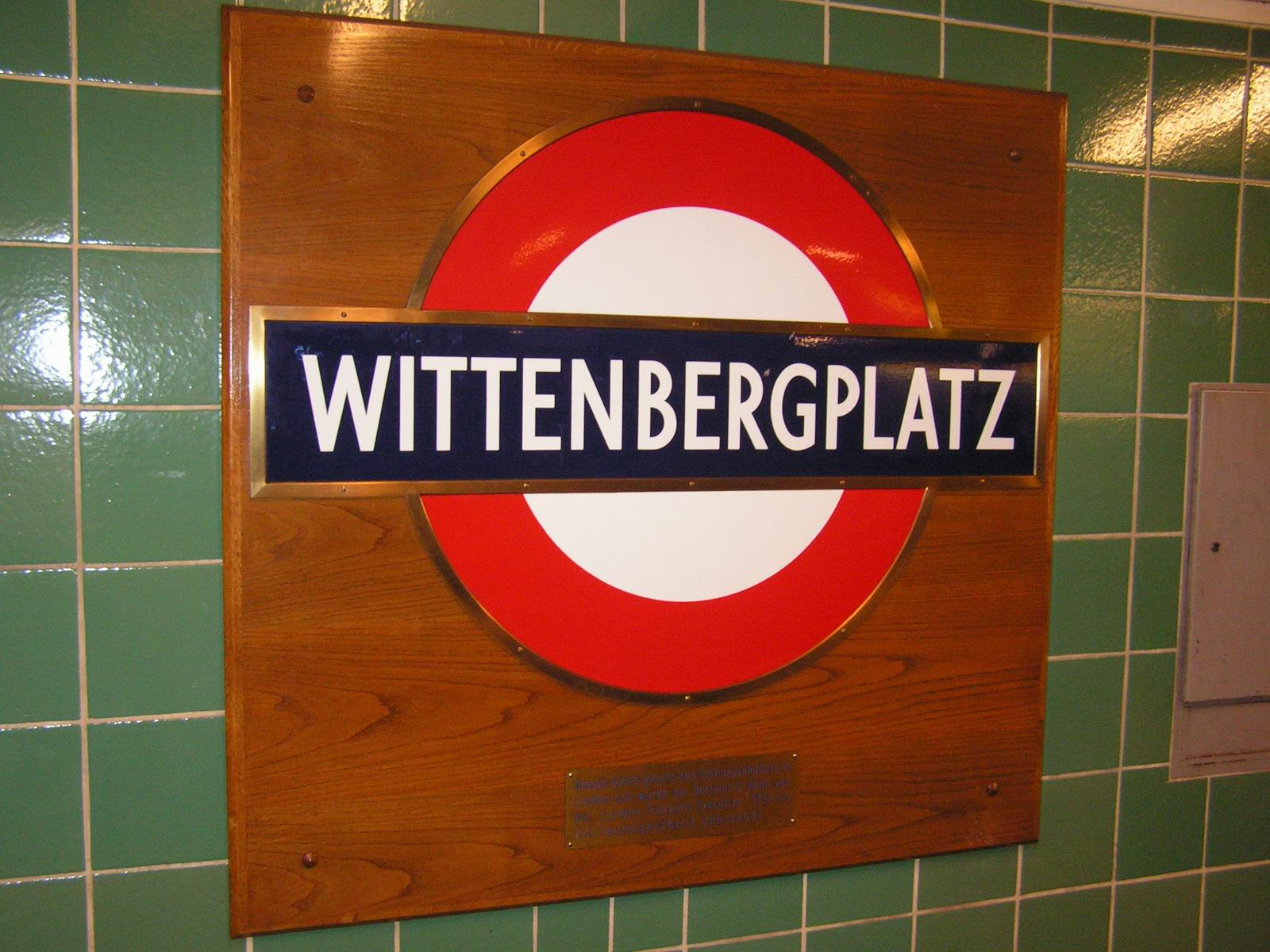
Bahnhofsschild im Stil der Londoner U-Bahn von 1952

Wandfliesen im Foyer
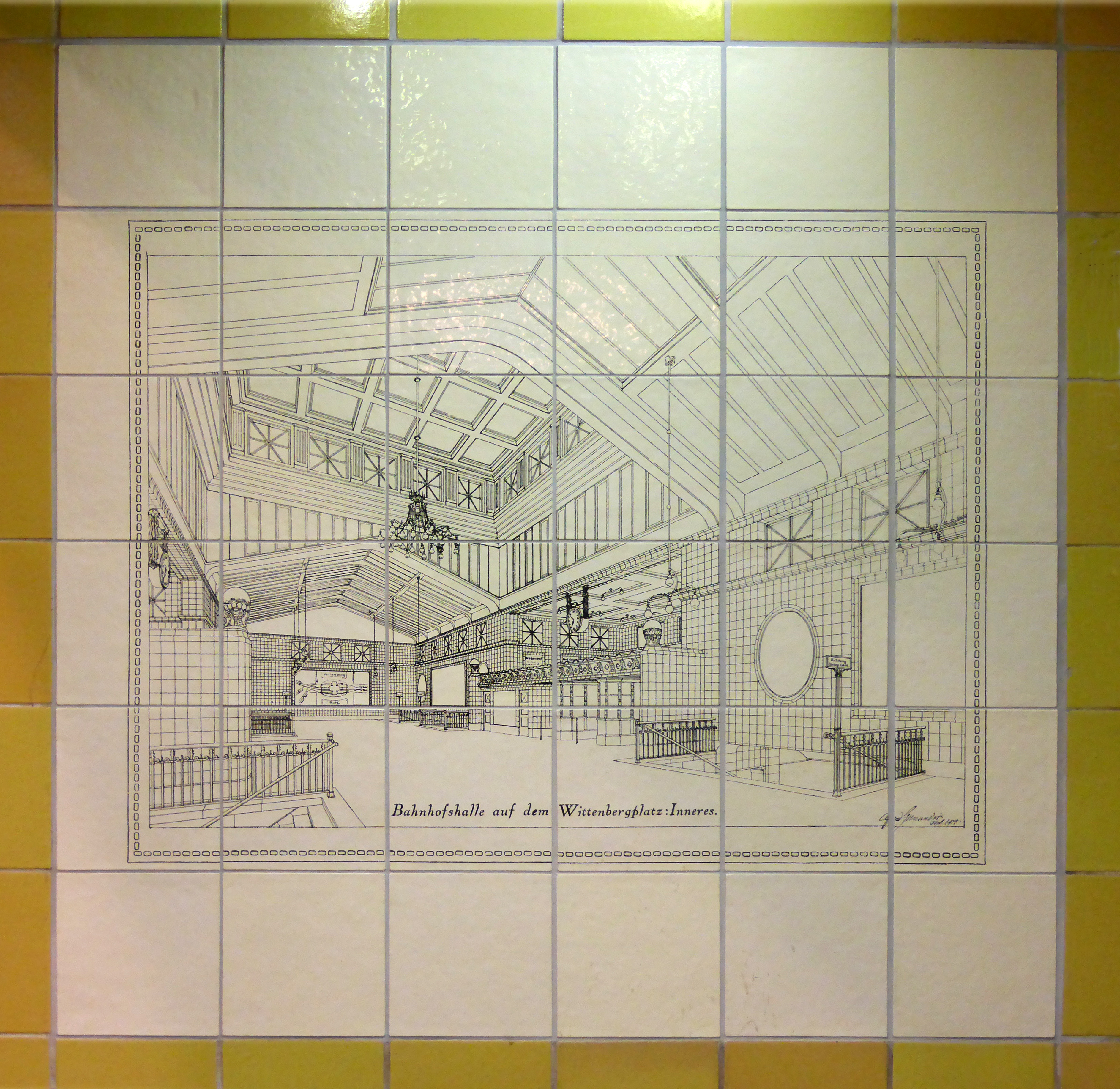
Bahnhofshalle
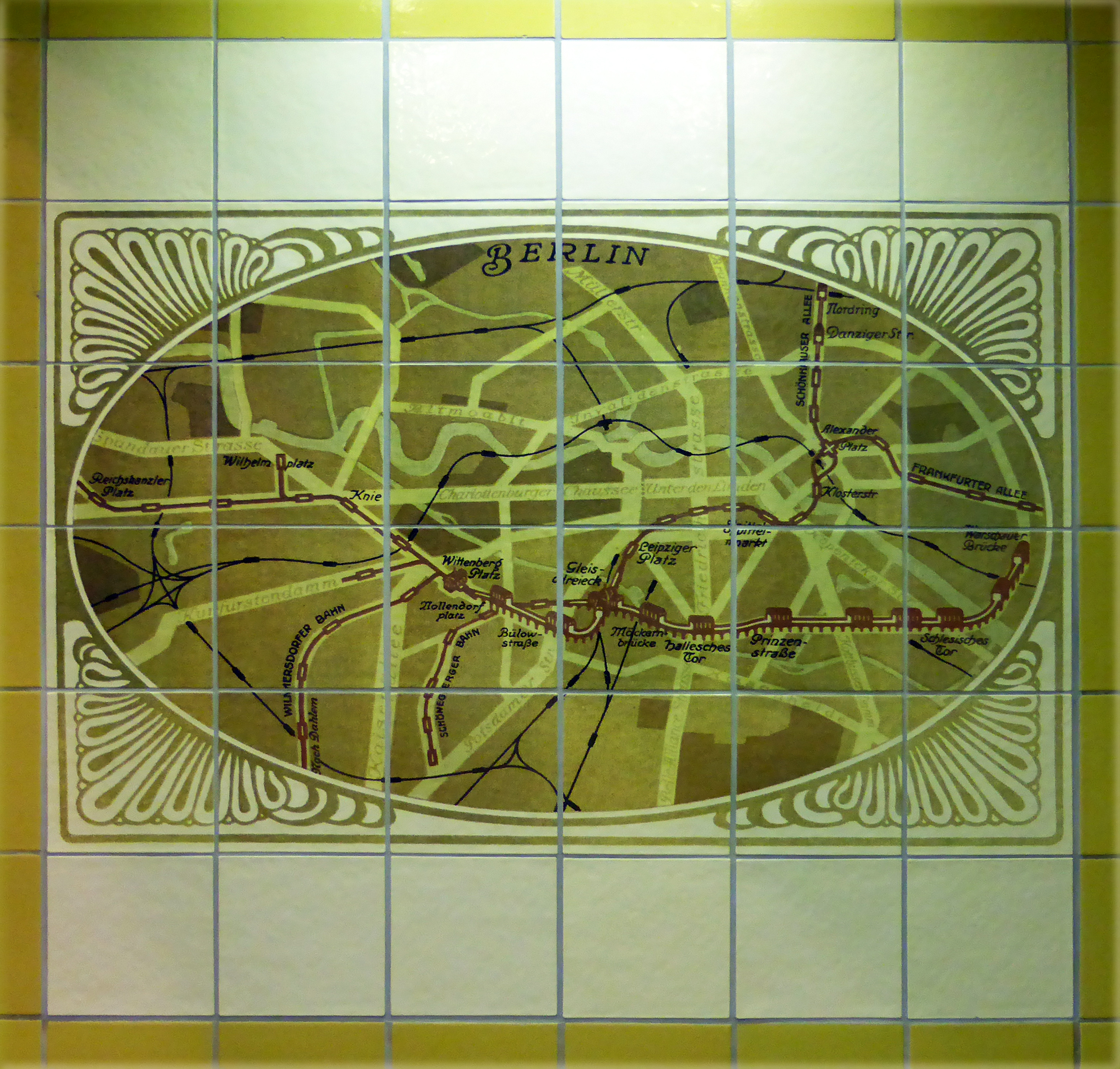
Streckenplan
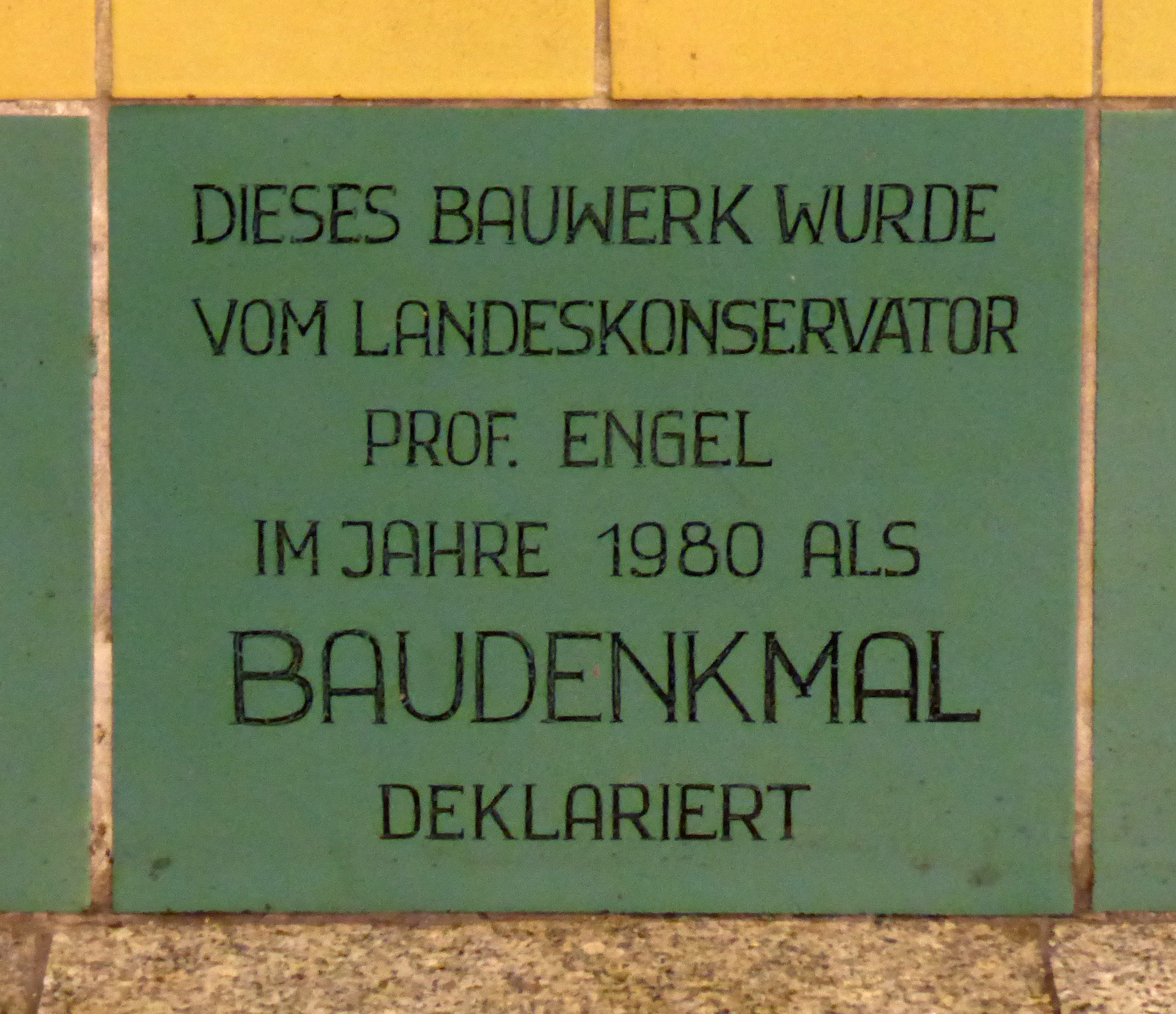
Baudenkmal
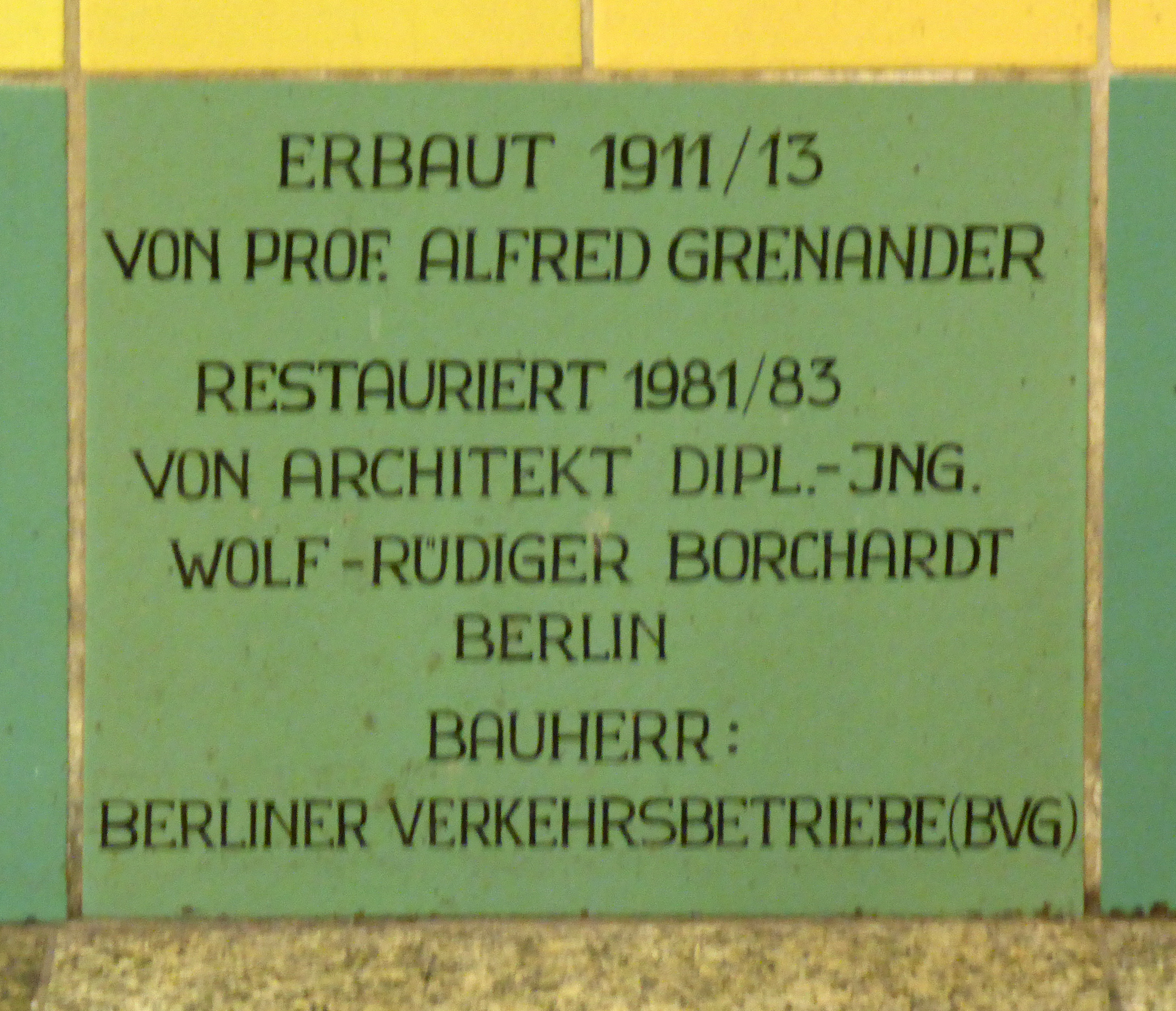
Erbaut von Alfred Grenander

## Gleise
Die Gleisverbindungen erlauben verschiedenste Linienführungen, nur die Verbindung von Uhlandstraße nach Nollendorfplatz (oben) ist nicht möglich (siehe Gleisplan). Die bestehenden Streckenführungen haben den Vorteil, dass Züge der U2 und der U1/U3 gleichzeitig ausfahren können, ohne eine Flankenfahrt zu verursachen.
Von 1972 bis 1993 wurde die Strecke über Nollendorfplatz (oben) nicht befahren, da hier aufgrund der Berliner Mauer kein Bedarf bestand. In diesem Zeitraum fuhr die Linie 1 vom Schlesischen Tor über Nollendorfplatz (unten) nach Ruhleben (heute: U2), die beiden anderen Linien begannen erst am Wittenbergplatz. Die Linie 2 zur Krummen Lanke (heute: U3) kehrte auf den Gleisen nach Nollendorfplatz (oben), sodass sich jeweils nach dem Bahnsteig die Züge niveaugleich kreuzen mussten. Die Linie 3 zur Uhlandstraße (heute: U1) befuhr lediglich den südlichen Außenbahnsteig.

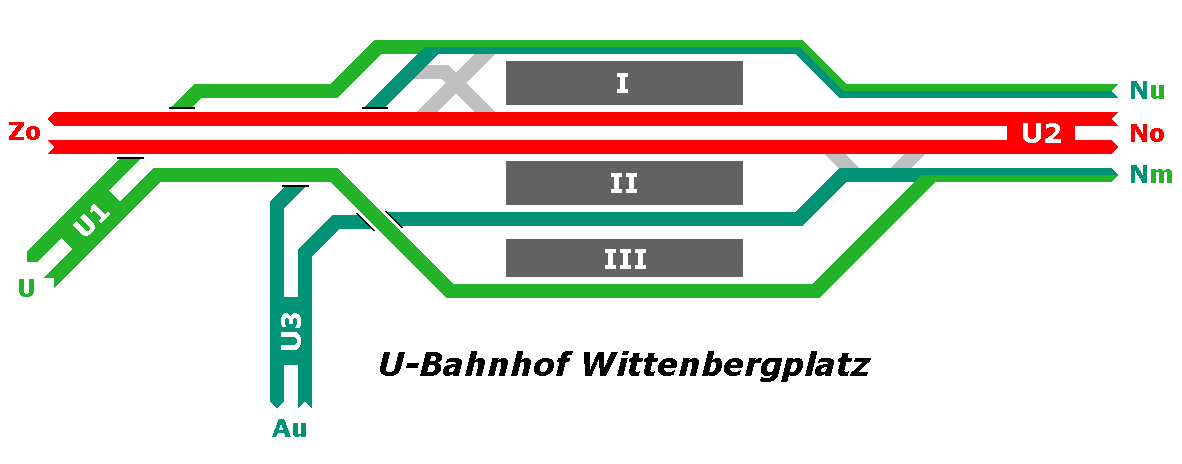
Zo = Zoologischer Garten, U = Uhlandstraße, Au = Augsburger Straße, No/Nm/Nu = Nollendorfplatz oben/Mitte/unten

## Anbindung

### U-Bahn-Verkehr
| Linie | Verlauf |
| ----- | --- |
|       | Uhlandstraße – Kurfürstendamm – Wittenbergplatz – Nollendorfplatz – Kurfürstenstraße – Gleisdreieck – Möckernbrücke – Hallesches Tor – Prinzenstraße – Kottbusser Tor – Görlitzer Bahnhof – Schlesisches Tor – Warschauer Straße |
|       | Pankow – Vinetastraße – Schönhauser Allee – Eberswalder Straße – Senefelderplatz – Rosa-Luxemburg-Platz – Alexanderplatz – Klosterstraße – Märkisches Museum – Spittelmarkt – Hausvogteiplatz – Stadtmitte – Mohrenstraße – Potsdamer Platz – Mendelssohn-Bartholdy-Park – Gleisdreieck – Bülowstraße – Nollendorfplatz – Wittenbergplatz – Zoologischer Garten – Ernst-Reuter-Platz – Deutsche Oper – Bismarckstraße – Sophie-Charlotte-Platz – Kaiserdamm – Theodor-Heuss-Platz – Neu-Westend – Olympia-Stadion – Ruhleben |
|       | Warschauer Straße – Schlesisches Tor – Görlitzer Bahnhof – Kottbusser Tor – Prinzenstraße – Hallesches Tor – Möckernbrücke – Gleisdreieck – Kurfürstenstraße – Nollendorfplatz – Wittenbergplatz – Augsburger Straße – Spichernstraße – Hohenzollernplatz – Fehrbelliner Platz – Heidelberger Platz – Rüdesheimer Platz – Breitenbachplatz – Podbielskiallee – Dahlem-Dorf – Freie Universität (Thielplatz) – Oskar-Helene-Heim – Onkel Toms Hütte – Krumme Lanke                                                            |

### Busverkehr
| Linie | Verlauf |
| ----- | --- |
| M19   | S Grunewald – Taubertstr. – S Halensee – U Kurfürstendamm – U Wittenbergplatz – U Mehringdamm                                                 |
| M29   | Roseneck – S Halensee – U Wittenbergplatz – U Hermannplatz/Urbanstr.                                                                          |
| M46   | Hertzallee – S+U Zoologischer Garten – U Wittenbergplatz – S Südkreuz – U Alt-Tempelhof – U Britz-Süd → Jugendheim                            |
| N1    | Helsingforser Platz – S+U Warschauer Straße – U Wittenbergplatz – S+U Zoologischer Garten ← Hertzallee                                        |
| N2    | U Ruhleben → S+U Zoologischer Garten/← S+U Zoologischer Garten/Jebensstr. – U Wittenbergplatz – S Hackescher Markt – S+U Pankow – Hadlichstr. |
| N3    | U Wittenbergplatz – S Mexikoplatz |
| N26   | U Seestr. – U Wittenbergplatz – S+U Zoologischer Garten – Hertzallee                                                                          |